# قيادة الجيش الألماني
مكتب الجيش ( (بالألمانية: Heeresamt, HA)‏في كولونيا كانت واحدة من ركيزتي قيادة الجيش الألماني، إلى جانب قيادة قوات الجيش ( Heeresführungskommando ، HFüKdo )، حتى تم دمجهما لإنشاء قيادة الجيش الحالية ( Kommand Heer ، KdoHeer ). تم حلها ودمجها وفقا للاتجاه الجديد للجيش الألماني.
في وقت الاندماج، كان مكتب الجيش يتألف من 1100 جندي وموظف مدني كانوا مسؤولين عن التطور المفاهيمي للجيش، بالإضافة إلى تدريبه ومعداته. بالإضافة إلى ذلك، كان مكتب الجيش مسؤولاً عن الهيكل التنظيمي للجيش، وعن القضايا المتعلقة بالأنظمة أثناء الخدمة، وإدارة الدعم اللوجستي للجيش. تقديم التقارير إلى مكتب الجيش كانت مدارس التدريب ومراكز التدريب. كان مكتب الجيش تابعًا لهيئة الأركان العامة.

## رؤساء الاقسام
| لا. | اسم                               | تاريخ الاستيلاء | تاريخ التسليم  |
| --- | --------------------------------- | --------------- | -------------- |
| 16  | اللواء الرائد إرهارد دروز         | 1 يناير 2013    | 27 يونيو 2013  |
| -   | العميد هاينريش فيشر (بالنيابة)    | 1 يونيو 2012    | 31 ديسمبر 2012 |
| 15  | اللواء الرائد وولف جواكيم كلاوس   | 15 نوفمبر 2006  | 1 يونيو 2012   |
| 14  | اللواء فولفجانج كورت              | 1 مارس 2005     | 15 نوفمبر 2006 |
| 13  | اللواء الرائد يورغن روي           | 1 أكتوبر 2003   | 1 مارس 2005    |
| 12  | الجنرال الرائد فيرنر ويدر         | 31 مارس 2001    | سبتمبر 2003    |
| 11  | اللواء مانفريد ديتريش             | 1 أبريل 1999    | 31 مارس 2001   |
| 10  | اللواء الرائد يورغن ريشارت        | 1 أبريل 1994    | 31 مارس 1999   |
| 0 9 | Generalleutnant Ernst Klaffus     | 1 أبريل 1990    | 31 مارس 1994   |
| 0 8 | Generalleutnant Wolfgang Odendahl | 1 ديسمبر 1986   | 31 مارس 1990   |
| 0 7 | Generalleutnant Gerhard Wachter   | 1 أبريل 1986    | 30 نوفمبر 1986 |
| 0 6 | Generalleutnant Werner Schäfer    | 1 أبريل 1983    | 31 مارس 1986   |
| 0 5 | Generalleutnant هورست وينر        | 1 أكتوبر 1979   | 31 مارس 1983   |
| 0 4 | Generalleutnant Heinz-Georg Lemm  | 1 أبريل 1974    | 30 سبتمبر 1979 |
| 0 3 | Generalleutnant Hubert Sonneck    | 1 أكتوبر 1968   | 31 مارس 1974   |
| 0 2 | Generalleutnant Hellmuth Mäder    | 1 أكتوبر 1960   | 30 سبتمبر 1968 |
| 0 1 | اللواء الرائد هيلموث راينهاردت    | 1 يونيو 1956    | 30 سبتمبر 1960 |

## روابط خارجية
- جرد المحفوظات الاتحادية   [ وصلة ميتة دائمة ][ وصلة ميتة دائمة ]
- مقال عن حل مكتب الجيش